# Amine Amgar
Amine Amgar (en arabe : أمين أمغار), né le 13 octobre 2008, est un footballeur marocain qui joue au poste de milieu de terrain au MVV Maastricht.

## Biographie

### Carrière en club
Amine Amgar est formé par le MVV Maastricht, où il s'illustre avec les équipes de jeunes, avant de déjà connaître des apparitions dans le groupe de l'équipe première de deuxième division lors de la saison 2024-25,, après avoir signé son premier contrat professionnel, ce qui fait de lui le plus jeune joueur à avoir jamais paraphé un tel contrat avec le club de Maastricht,.

### Carrière en sélection
En septembre 2024, Amgar est convoqué avec l'équipe des Pays-Bas des moins de 17 ans lors d'un stage de préparation à Zeist sous la houlette de l'entraîneur Peter van den Berg. 
En mars 2025, il est convoqué avec l'équipe du Maroc des moins de 17 ans pour participer à la Coupe d'Afrique des nations des moins de 17 ans qui a lieu en mars puis avril à domicile sous la houlette de Nabil Baha,.
Amgar est remplaçant au poste de milieu de terrain lors de la compétition dont le Maroc atteint la finale après sa victoire aux tirs au but face à la Côte d'Ivoire (0-0 dans le temps réglementaire),, et remporte la compétition après un autre match nul et vierge (4-2 aux tirs au but) face au Mali. Les marocains remportent ainsi le premier titre de leur histoire dans le tournoi,.

## Palmarès
Maroc -17 ans
- Coupe d'Afrique des nations
  - Champion en 2025